# Бондаренко Григорій Трохимович
Григорій Трохимович Бондаренко (нар. 12 вересня 1934 року) — бригадир монтажників виробничо-монтажного управління № 5 виробничо-налагоджувального об'єднання «Авіаспецмонтаж» Міністерства авіаційної промисловості СРСР, Герой Соціалістичної Праці.

## Біографія
Григорій Трохимович Бондаренко народився 12 вересня 1934 року у с. Вікторівка, Доманівського району, Миколаївської області.
Освіта — середня спеціальна, 1969 р. закінчив Уфимський будівельний технікум.
Трудову діяльність розпочав учнем слюсаря на ТЕЦ-1 об'єднання «Уфіменерго» в серпні 1952 року. З 1957 року, після демобілізації з лав Радянської Армії, працював у виробничо-монтажному управлінні № 5 виробничо-налагоджувального об'єднання «Авіаспецмонтаж» Міністерства авіаційної промисловості слюсарем-монтажником.
С 1964 года — бригадир монтажників суміщених професій. В управлінні Г. Т. Бондаренко зарекомендував себе грамотним виробничником. Бригада під його керівництвом була першою, яка отримала право в авіаційній промисловості називатися «Бригадою комуністичної праці». Виробничий план четвертого року дев'ятої п'ятирічки (1971—1975) колектив бригади виконав достроково, до 30 червня 1974 р., а план першого кварталу 1975 р. — на 145 відсотків.
Г. Т. Бондаренко зробив великий внесок у будівництво комплексу з виробництва двигунів «Москвич-412» Уфимського моторобудівного заводу. Бригада виконала складні роботи з монтажу унікальних карусельних стендів і боксів тривалого випробування двигунів, зробила монтаж п'яти автоматичних ліній радянського й іноземного виробництва, різноманітного нестандартного технологічного обладнання, автоматизованого гальванічного цеху та різних установок у корпусах № 75 і 175.
За чотири роки дев'ятої п'ятирічки Г. Т. Бондаренко подав і впровадив у виробництво 16 раціоналізаторських пропозицій з економічним ефектом 19 тисяч рублів.
За досягнення високих виробничих показників у виконанні завдань і соціалістичних зобов'язань при створенні нового комплексу з виробництва автомобільних двигунів «Москвич-412» на Уфимському моторобудівному заводі Указом Президії Верховної Ради СРСР від 6 серпня 1975 року Г. Т. Бондаренко надано звання Героя Соціалістичної Праці.
З 1976 р. по 1989 р. працював майстром у виробничо-монтажному управлінні № 5 виробничо-налагоджувального об'єднання «Авіа-спецмонтаж». Після цього вийшов на пенсію.
На даний час Григорій Трохимович живе в м. Уфа.

## Нагороди
- Герой Соціалістичної Праці (1975)
- Орденом Леніна (1975)
- Орден Трудового Червоного Прапора (1971).